# FIBA Asia
La FIBA Asia è l'organo che governa la pallacanestro in Asia, una delle cinque Zone della Federazione Internazionale Pallacanestro (insieme ad Africa, America, Europa, e Oceania).
È un'associazione internazionale fondata nel 1960, che riunisce al momento 44 federazioni nazionali di pallacanestro.
La sede della FIBA Asia è situata a Kuala Lumpur, Malaysia.

## Ruolo
Come organo di governo, è responsabile del controllo e dello sviluppo della pallacanestro in Asia.
Inoltre, promuove, supervisiona e dirige le competizioni asiatiche a livello di club e di squadre nazionali, e gli arbitri europei internazionali.
Le decisioni più importanti vengono prese dalla Board of FIBA Asia che consiste di 25 persone elette dalle federazioni nazionali. La Board of FIBA Asia si riunisce due volte all'anno, ed è l'organo esecutivo che rappresenta tutte le 44 federazioni che sono membri della FIBA Asia.
Tutte le 44 federazioni si incontrano una volta all'anno alla Assemblea Generale della FIBA Asia.

## Organizzazione Interna
- Presidente : Sceicco Saud Bin Ali Al-Thani -  Qatar.
- Primo Vice Presidente: Xin Lancheng -  Cina.
- Vice Presidenti : Sheikh Talal F.A.J. Al-Sabah -  Kuwait, Jong-kul, Lee -  Corea del Sud.
- Segretario Generale : Dato' Yeoh Choo Hock -  Malaysia.
- Tesoriere : Quek Hiang Chiang -  Singapore.
- Segretario Generale Associato : Takeshi Ishikawa -  Giappone.

## Paesi Fondatori
- Giappone
- Corea del Sud
- Taiwan
- Filippine

## Suddivisioni in zone

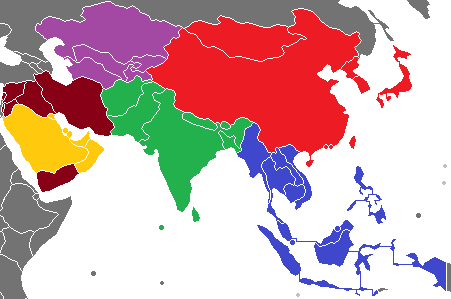
Suddivisioni FIBA Asia

Asia Occidentale
- Iran
- Iraq
- Giordania
- Libano
- Palestina
- Siria
- Yemen

Golfo
- Bahrein
- Kuwait
- Oman
- Qatar
- Arabia Saudita
- Emirati Arabi Uniti

Asia Centrale
- Kazakistan
- Kirghizistan
- Tagikistan
- Turkmenistan
- Uzbekistan

Asia meridionale
- Afghanistan
- Bangladesh
- Bhutan
- India
- Maldive
- Nepal
- Pakistan
- Sri Lanka

Asia Orientale
- Cina
- Taipei cinese
- Corea del Nord
- Hong Kong
- Giappone
- Corea del Sud
- Macao
- Mongolia

Asia Sud-Orientale
- Brunei
- Cambogia
- Indonesia
- Laos
- Malaysia
- Birmania
- Filippine
- Singapore
- Thailandia
- Vietnam